# Ixora henryi
Ixora henryi är en måreväxtart som beskrevs av Augustin Abel Hector Léveillé. Ixora henryi ingår i släktet Ixora och familjen måreväxter. Inga underarter finns listade i Catalogue of Life.